# Раттацци, Урбано
Урбано Раттацци (итал. Urbano Pio Francesco Rattazzi; 20 июня 1808, Алессандрия, Пьемонт — 5 мая 1873, Фрозиноне, Лацио) — итальянский политик и государственный деятель, дважды избирался премьер-министром Италии, причём оба раза сменял на этом посту умеренно «правого» Беттино Рикасоли.

## Биография
Урбано Раттацци родился в Северной Италии в городе Алессандрия. Отец Раттацци был секретарём совета юстиции в Пьемонте, а дядя участвовал в конституционной александрийской джунте 1821 года.
Урбано Раттацци получил юридическое образование в Турине и приобрёл известность как адвокат.
В 1848 году был избран депутатом в туринский парламент, занял место среди либералов и «патриотов», стал во главе «левой» партии, способствовал падению министерства Бальбо, получил должность министра народного просвещения, при Винченцо Джоберти сделался министром внутренних дел, вслед за тем премьер-министром.

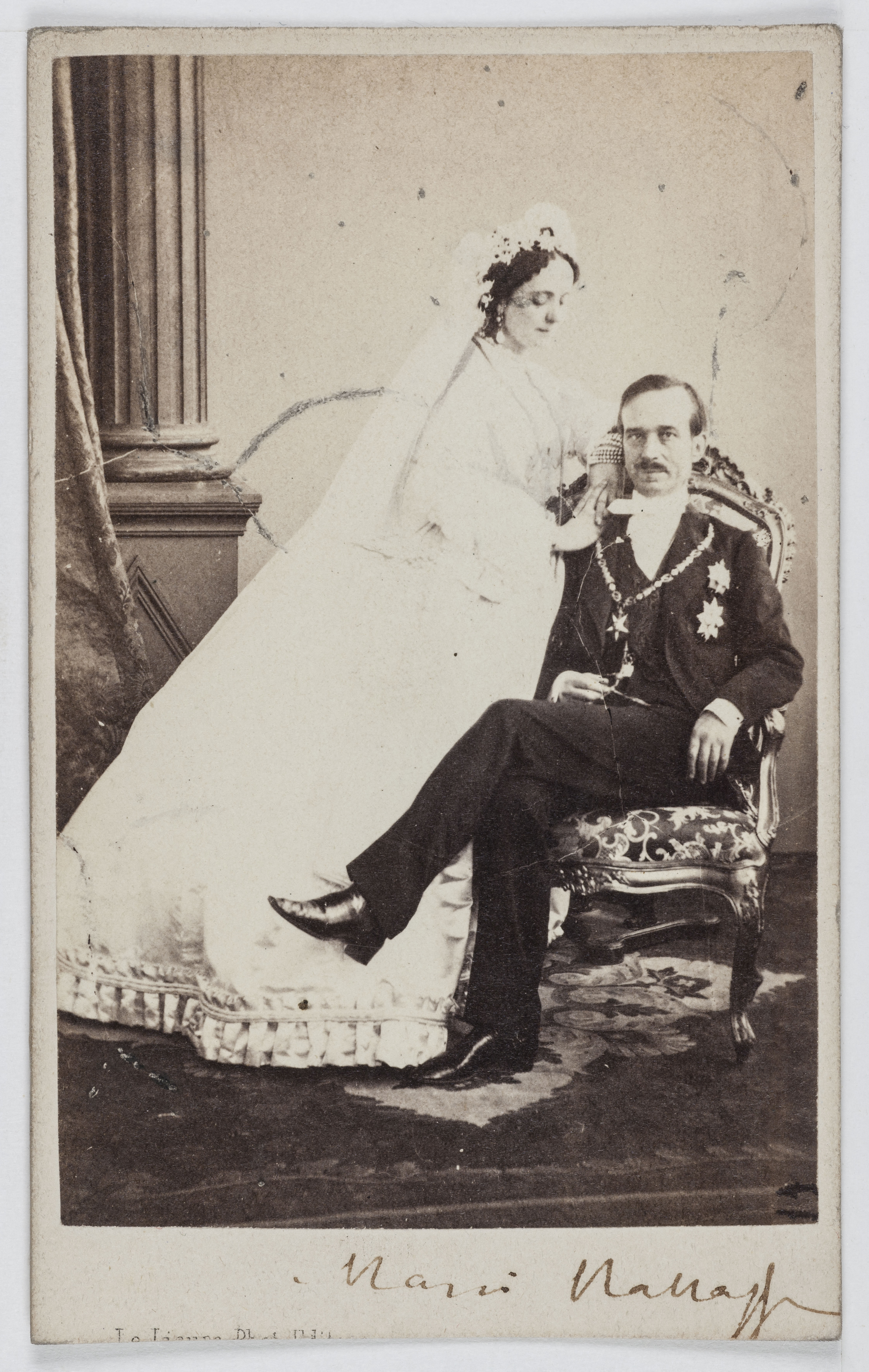
Урбано с женой

После поражения войск Карла Альберта в сражении при Новаре вышел в отставку и, разойдясь с левой партией, организовал партию левого центра, которой долгое время руководил.
В 1852 году состоялось соглашение между Раттацци и Камилло Бензо ди Кавуром, известное в парламентских летописях Пьемонта под именем первого «connubio» Кавура; результатом этого соглашения было избрание Урбано президентом палаты. В 1854 году Урбано получил портфель министра юстиции в кабинете Кавура, а с 1855 по 1858 год был министром внутренних дел.
В течение этого времени он провёл в Италии ряд реформ (уничтожение некоторых монашеских орденов и общин, преобразование уголовного кодекса, отмена смертной казни за политические преступления и др.). Вышёл из министерства вследствие несогласия с иностранной политикой Кавура (он не сочувствовал сардинско-французскому союзу).
После отставки Кавура в 1859 году (после Виллафранского мира) сформировал кабинет, который пал в следующем году. Раттацци противился отдаче Франции Ниццы и Савойи, но позднее был сторонником союза с Францией.
В марте 1862 года он вновь сформировал кабинет, но излишняя симпатия к Франции и противодействие походу Гарибальди на Рим (закончившемуся битвой при Аспромонте) вызвали его падение в августе того же года.
С апреля по октябрь 1867 года Урбано Раттацци вновь был главой кабинета, который вёл себя двусмысленно по отношению к Джузеппе Гарибальди, вновь предпринявшему поход на Рим, и чрезмерно угоднически по отношению к Наполеону III, симпатии к которому у Раттацци значительно возросли со времени его женитьбы в 1864 году на родственнице Наполеона III Марии Летиции Бонапарт Вейз, которая будучи в опале в Париже вынужденно проживала в Савойе.
Репутация Урбано Раттацци как государственного чиновника была подорвана слабостью его характера и отсутствием твёрдых взглядов.
Урбано Раттацци был одним из ораторов палаты. Речи его издал Скорацци (Рим, 1876—80). См. Morelli, «Urbano R., sagio politico» (Падуя, 1874); M-me Rattazzi, «R. el son temps» (II, 1881—1887).
Скончался 5 июня 1873 года в городе Фрозиноне.